# Vladimir Seidel
Pour les articles homonymes, voir Seidel.
Vladimir Seidel (né le 21 décembre 1907 à Odessa et mort le 12 janvier 1981 à Détroit) est un mathématicien et physicien russo-germano-américain connu pour ses travaux en physique mathématique.

## Biographie
Vladimir Seidel soutient sa thèse à l'université Louis-et-Maximilien de Munich sous la direction de Constantin Carathéodory en 1930.
Il sera successivement professeur assistant à l'université Harvard (Benjamin Peirce Instructor) de 1932 à 1933, puis professeur à l'université de Rochester de 1941 à 1955, chercheur à l'Institute for Advanced Study de 1952 à 1953, professeur à l'université Notre-Dame-du-Lac de 1955 à 1963 et enfin à l'université de Wayne State à partir de 1963.
Durant la Seconde Guerre mondiale il fait partie du groupe de Montréal du Conseil national de recherches Canada impliqué dans le projet Manhattan.
Il a donné son nom aux classes de Seidel en analyse complexe.